# Tindingeben
Tindingebenet eller temporalknoglen (latin: os temporale) er placeret på siderne og bunden af kraniet, og superficielt for temporallapperne på hjernebarken.